# Rito di York
Il Rito di York rappresenta uno dei riti di perfezionamento massonico più diffuso al mondo.
Nasce dall'unione completa dei gradi Simbolici, Capitolari, Criptici, Cavallereschi in un unico sistema Massonico. 
Il più grande gruppo massonico sotto uno stesso Labaro è il Gran Capitolo Generale Internazionale dei Liberi Muratori dell'Arco Reale.
In Italia questo tipo rito si pratica nel Grande Oriente d'Italia e nella Gran Loggia Regolare d'Italia.

## Struttura
Il rito di York, a differenza degli altri riti di perfezionamento massonico, non rappresenta un'organizzazione unica, ma comprende al suo interno tre ordini internazionali differenti: 
- il Gran Capitolo dell'Arco Reale;
- il Gran Concilio dei Massoni Criptici;
- la Gran Commenda dei Cavalieri Templari.

Tutti i corpi rituali sono distinti ed egualmente sovrani. 
Pur essendovi una continuità di percorso iniziatico, quindi, nessuno di essi dipende da un altro, né vi è un collegamento amministrativo.
Fra i tre ordini, invero, vi è una certa collaborazione, oltre che una forte alleanza.

## Storia
A partire dalla seconda metà del XVIII secolo numerosi furono i casi di scissioni e di costituzione di Logge indipendenti da quella "madre" britannica: nacquero così la Gran Loggia di Francia e quelle di Germania, Spagna e Italia. Nella cittadina di York si arrivò alla scissione interna e alla creazione di un rito massonico distinto, detto appunto "di York", secondo un criterio di più rigorosa selezione e di maggiore ricerca circa i rituali massonici antichi. 
La sua "nascita" viene fatta risalire, per quanto riguarda la Massoneria dell'Arco Reale, alla creazione ad Hartford, nel Connecticut, dei Grandi Capitoli degli Stati Uniti d'America (24 ottobre 1797), il cd. Grand Royal Arch Chapter, d'Inghilterra (18 marzo 1817), di Scozia (28 agosto 1817), di Irlanda (11 giugno 1829). Già nel 1806 il Grand Royal Arch Chapter si trasformò in General Grand Chapter of Royal Arch Masons of The United States of America, il quale nel 1954 assunse la denominazione di General Grand Chapter of Royal Arch Masons International, a seguito della diffusione della massoneria dell'Arco Reale nel mondo.
In effetti, parte dei suoi gradi si trovano praticamente già all'inizio della Massoneria Operativa.
In Italia si diffonde a partire dagli anni sessanta, allorquando un gruppo di massoni milanesi cominciò a praticare il rito di York in Germania, ove tale rito era stato importato da massoni appartenenti alle forze armate statunitensi.
Il rito riunisce, per quanto riguarda l'Italia, il Gran capitolo dei liberi muratori dell'Arco Reale in Italia, il Gran Concilio dei massoni criptici d'Italia, e la Gran Commenda dei cavalieri templari d'Italia.
La Massoneria americana di rito di York s'installò a Filadelfia sin dalla metà del XVIII secolo, lavorando di concerto alle istanze indipendentiste dei nazionalisti americani, mentre nell'America settentrionale prese a diffondersi il rito scozzese, a oggi il più influente. I gradi iniziatici del rito scozzese vennero riordinati nel 1801 da alcuni membri ebrei: Esteban Morin, Isaac Da Costa, Isaac Long, Manuel de La Motta, Abraham Alexander, Moises Cohen, per arrivare ai 33 Gradi attuali.

## Gradi di perfezionamento
I tre ordini massonici riuniti sotto l'insegna del Rito di York prevedono un percorso suddiviso in tredici gradi (tranne che per il rito di Misraim). 
Oltre ai tre tradizionali gradi massonici azzurri di Apprendista, Compagno e Maestro infatti, i quattro ordini individuano vari gradi addizionali, che rappresentano l'essenza stessa del rito di York propri di ciascun corpo esoterico:
- Con riguardo all'Arco Reale, abbiamo i gradi di:  Mark Master (Maestro del Sigillo o del Marchio), Past Master (Maestro ex Venerabile), Most Excellent Master (Maestro Eccellentissimo) e di Royal Arch Master (Maestro dell'Arco Reale);
- Per quanto riguarda i Maestri Reali ed Eletti o Criptici, sono previsti i gradi di: Royal Master (Maestro Reale), Select Master (Maestro Eletto) e di Super Excellent Master (Maestro Eccellentissimo);
- Poi sono previsti i gradi di Order of Red Cross (Ordine della Croce Rossa), Order of Malta (Ordine di Malta) e di Order of the Temple (Ordine del Tempio), con riguardo ai Cavalieri di Malta, della Croce Rossa e del Tempio;

La differenza sostanziale fra i due riti (quello di York e quello scozzese) è nell'importanza che assume l'insegnamento kabalistico nel rito di York.